# 1992年の映画
1992年の映画（1992ねんのえいが）では、1992年（平成4年）の映画分野の動向についてまとめる。
1991年の映画 - 1992年の映画 - 1993年の映画

## 出来事

### 世界
- 3月14日 - 第44回全米監督協会賞で黒澤明監督が長年の功績を称えられ日本人初のD・W・グリフィス賞を受賞[1]。
- 4月 - ナイキのバスケット・ボール・シューズ「Air Ballistic Force」の全世界向け宣伝キャンペーンにゴジラの使用を東宝国際が許諾[2]。同キャンペーンにおいてNBAのスーパースター、チャールズ・バークレーとゴジラが共演[2]。
- 12月17日 - 東宝、米トライスター ピクチャーズと『GODZILLA』の製作で合意[3]。

### 日本
- 1月
  - 1月30日 ｰ 赤坂プリンスホテルにて大映、電通制作、東宝配給の黒澤明監督の監督生活50周年、第30作『まあだだよ』の製作発表が行われた[要出典]。
- 2月
  - 2月8日 - 松竹、五代目坂東玉三郎監督『外科室』、上映時間50分1000円興行実施し、話題[4]。
  - 2月10日 - 女優・岡田嘉子死去[4]。
- 3月
  - 3月7日 - 『ドラえもん のび太と雲の王国』公開[4]。3月21日、映画ドラえもん13年間の通算観客動員数が4000万人を突破[4]。
  - 3月14日 - 松竹系ロードショー館・渋谷シネパレス開場[2]。
  - 3月17日 - 東宝映像美術の特殊作業場で、撮影用『ゴジラ』の着ぐるみなどが盗難[4]。
  - 3月18日 - 黒澤明監督が衛星放送で放映の作品の監督報酬、脚本使用料の支払いを東宝に求め、東京地裁に提訴[1]。
  - 3月24日 - 日本映画監督協会、自作映画の放映権、上映権など著作権を要求する文書を文化庁に提出[2]。
- 4月
  - 東京都青少年健全育成条例の指定対象改正で、映画、出版物としてビデオが新たに加わる[2]。
  - 4月2日
    - 映画『スウィートホーム』の黒沢清監督が著作権侵害、追加報酬未払いほかで、東宝と伊丹プロを相手に損害賠償などを求め、東京地裁に提訴[2]。
    - 俳優・若山富三郎、死去[2]。

  - 4月23日 - 松竹、にっかつ、バンダイ、三井物産出資で衛星映画演劇放送設立[2]。
- 5月
  - 5月22日 - 『ミンボーの女』の伊丹十三監督が自宅前で暴力団員に襲撃される[2]。
- 6月
  - 都内・京阪神の一部ロードショー館で入場料金値上げ、一般（大人）1700円から1800円へ[2]。
  - 6月12日 - 映倫女性事務局員による横領が発覚[2]。
- 7月
  - 7月7日 - 松竹、1996年満期米貨建保障付分離型新株引受権付社債（1億ドル）の発行を決議[2]。
  - 7月10日 - ビデオ『ゴジラvsキングギドラ』（大森一樹監督）リリース、シリーズ最高の販売本数を記録[2]。
  - 7月18日 - 『紅の豚』（宮崎駿監督）公開、大ヒット[2]。
  - 7月30日 - 『ゴジラvsモスラ』（大河原孝夫監督）の宣伝の一環で、モスラの日記念イベント[2]。
- 8月
  - 8月5日 - 東急レクリエーション、1996年満期スイスフラン建保障付分離型新株引受権付社債（5500万フラン）の発行を決議[2]。
  - 8月6日 ｰ 東京都小金井市梶野町に宮崎駿設計のスタジオジブリ新社屋が完成[要出典]。
  - 8月8日 - 黒澤明監督と黒澤プロダクションほかが、『七人の侍』の再映画化権所有を主張する米メジャー・MGMに対して、権利不在の確認を求めて、東京地裁に提訴[2]。
- 9月
  - 9月8日 - にっかつ、東京・ホテルニューオータニで創立80周年記念パーティー開催[5]。
  - 9月15日 - にっかつ、創立80周年記念作品『落陽』（伴野朗監督）公開[5]。
- 10月
  - 東宝創立60周年行事、興行・宣伝動員コンクールの結果発表[2]。梅田劇場、宇都宮第一東宝、川崎チネチッタ4など全国の入賞館30館を表彰[2]。
  - 10月17日 - 東宝スタジオで働いていた監督・スタッフ・俳優らの親睦会、砧同友会発会[2]。東宝スタジオ内で第1回開催[2]。
  - 10月28日 - 映倫審査基準研究会に業界関係者も参加し、R指定作品の一部審査基準項目を具体的に明文化[2]。
  - 10月29日 - 黒澤明監督が高松宮殿下記念世界文化賞受賞[2]。
- 11月
  - 11月25日 - 東宝創立60周年記念「第1回東宝シナリオ大賞」結果発表、授賞式開催[2]。
- 12月
  - 12月1日 - 衛星劇場放送開始[2]。
  - 12月5日 - 東宝創立60周年行事、ぴあフィルムフェスティバル(PFF)とスペシャルイベント「若い才能応援しますinシャンテ」をシャンテ・シネ1で共催（11日まで）[6][7]。
  - 12月11日 - 東宝創立60周年記念パーティーを新高輪プリンスホテルで挙行[3]。
  - 12月12日 -  『ゴジラvsモスラ』（大河原孝夫監督）公開、大ヒット[3]。

## 周年
- 創立60周年
  - 東宝 - 創立60周年記念作品として、『ゴジラvsキングギドラ』、『ドラえもん のび太と雲の王国』、『21エモン 宇宙いけ! 裸足のプリンセス』、『奇跡の山 さよなら、名犬平治』、『紅の豚』を公開した。

## 日本の映画興行
- 入場料金（大人）
  - 1,700円[8] - 一般入場料金1,800円の映画館が出現（47館）[9][注 1]。
  - 映画館・映画別
    - 1,500円（松竹、正月映画『男はつらいよ 寅次郎の告白』）[11]
    - 1,000円（松竹、2月公開『外科室』）[12]

  - 1,699円（統計局『小売物価統計調査（動向編） 調査結果』[13]銘柄符号 9341「映画観覧料」）[14]
- 入場者数 1億2560万人[15] - 戦後最低を記録した前年（1億3833万人）よりも1273万人減（9.2%減）となり、2年連続戦後最低となった[16][注 2]。邦画が281億3400万円と前年比1.1%増の配給収入となったのに対し、洋画は前年比11.5%減の342億2700万円となった[16]。洋画の中で大きなシェアを持つ米国映画が、高騰する製作費を抑えるために大作連打主義から低予算映画中心の製作体制に変化したことが影響している[16]。
- 興行収入 1520億円[15]

| 配給会社 | 配給本数 | 配給本数 | 配給本数 | 年間配給収入  | 概要 |
| 配給会社 | 新作     | 再映     | 洋画     | 前年対比      | 概要 |
| -------- | -------- | -------- | -------- | ------------- | --- |
| 松竹     | 21       | 21       | 21       | 70億6501万円  | 年間配給収入で東映を抜く。『遠き落日』（15億円）、『男はつらいよ 寅次郎の告白』/『釣りバカ日誌4』（14.2億円）の2番組が配給収入10億円を突破。『パ★テ★オ』（9億円）は好稼動、『喜多郎の十五少女漂流記』（5.4億円）、『外科室』（4.7億円）、『いつかギラギラする日』（4.3億円）は堅調。『豪姫』・『エロティックな関係』は低調、五社英雄監督の遺作『女殺油地獄』は平凡な結果で終わった。 |
| 松竹     | 21       | 0        | 0        | 109.0%        | 年間配給収入で東映を抜く。『遠き落日』（15億円）、『男はつらいよ 寅次郎の告白』/『釣りバカ日誌4』（14.2億円）の2番組が配給収入10億円を突破。『パ★テ★オ』（9億円）は好稼動、『喜多郎の十五少女漂流記』（5.4億円）、『外科室』（4.7億円）、『いつかギラギラする日』（4.3億円）は堅調。『豪姫』・『エロティックな関係』は低調、五社英雄監督の遺作『女殺油地獄』は平凡な結果で終わった。 |
| 東宝     | 16       | 16       | 16       | 128億5199万円 | 8年連続の年間配給収入100億円突破。邦画首位の『紅の豚』（28億円）、『おろしや国酔夢譚』（18億円）、『ドラえもん のび太と雲の王国』ほか（16.8億円）、『ミンボーの女』（15.5億円）、『ゴジラvsキングギドラ』（14.5億円）、『橋のない川』（10.7億円）の6番組が配給収入10億円を突破。 |
| 東宝     | 16       | 0        | 0        | 117.4%        | 8年連続の年間配給収入100億円突破。邦画首位の『紅の豚』（28億円）、『おろしや国酔夢譚』（18億円）、『ドラえもん のび太と雲の王国』ほか（16.8億円）、『ミンボーの女』（15.5億円）、『ゴジラvsキングギドラ』（14.5億円）、『橋のない川』（10.7億円）の6番組が配給収入10億円を突破。 |
| 東映     | 23       | 23       | 23       | 65億9035万円  | 松竹に年間配給収入で抜かれる。『ドラゴンボールZ』シリーズを中心に据えた『'92春東映アニメフェア』（16億円）、『'92夏東映アニメフェア』（15億円）のアニメ2番組が配給収入10億円を突破したが、劇映画は皆無だった。前売動員映画『天国の大罪』（8.5億円）と正月映画『江戸城大乱』（7.5億円）は伸び悩み。ヤクザ映画『継承盃』・『修羅の伝説』は惨敗。『寒椿』も期待外れの結果で終わった。   |
| 東映     | 23       | 0        | 1        | 77.2%         | 松竹に年間配給収入で抜かれる。『ドラゴンボールZ』シリーズを中心に据えた『'92春東映アニメフェア』（16億円）、『'92夏東映アニメフェア』（15億円）のアニメ2番組が配給収入10億円を突破したが、劇映画は皆無だった。前売動員映画『天国の大罪』（8.5億円）と正月映画『江戸城大乱』（7.5億円）は伸び悩み。ヤクザ映画『継承盃』・『修羅の伝説』は惨敗。『寒椿』も期待外れの結果で終わった。   |

出典:「1992年度日本映画・外国映画業界総決算 日本映画」『キネマ旬報』1993年（平成5年）2月下旬号、キネマ旬報社、1993年、143 - 148頁。

## 各国ランキング

### 日本配給収入ランキング
1992年日本映画配給収入トップ10
| 順位 | 題名 | 制作国         | 配給                 | 配給収入 |
| ---- | --- | -------------- | -------------------- | -------- |
| 1    | 紅の豚 | 日本           | 東宝                 | 28億円   |
| 2    | フック | アメリカ合衆国 | ソニー・ピクチャーズ | 23.3億円 |
| 3    | エイリアン3 | アメリカ合衆国 | 20世紀FOX            | 19.5億円 |
| 4    | 氷の微笑 | アメリカ合衆国 | 日本ヘラルド         | 19億円   |
| 5    | おろしや国酔夢譚 | 日本           | 東宝                 | 18億円   |
| 6    | JFK | アメリカ合衆国 | ワーナー・ブラザース | 17億円   |
| 7    | ドラえもん のび太と雲の王国 | 日本           | 東宝                 | 16.8億円 |
| 8    | ドラゴンボールZ 激突!!100億パワーの戦士たちドラゴンクエスト ダイの大冒険 起ちあがれ!!アバンの使徒まじかる☆タルるートくん すき・すき♡タコ焼きっ! | 日本           | 東映                 | 16億円   |
| 8    | 美女と野獣 | アメリカ合衆国 | ワーナー・ブラザーズ | 16億円   |
| 10   | ミンボーの女 | 日本           | 東宝                 | 15.5億円 |

| 順位 | 題名 | 配給 | 配給収入 | 備考     |
| ---- | --- | ---- | -------- | -------- |
| 1    | 紅の豚 | 東宝 | 28.0億円 |          |
| 2    | おろしや国酔夢譚 | 東宝 | 18.0億円 |          |
| 3    | ドラえもん のび太と雲の王国 21エモン 宇宙いけ! 裸足のプリンセス                                                                                   | 東宝 | 16.8億円 |          |
| 4    | ドラゴンボールZ 激突!!100億パワーの戦士たち ドラゴンクエスト ダイの大冒険 起ちあがれ!!アバンの使徒 まじかる☆タルるートくん すき・すき♡タコ焼きっ! | 東映 | 16.0億円 |          |
| 5    | ミンボーの女 | 東宝 | 15.5億円 |          |
| 6    | ドラゴンボールZ 極限バトル!!三大超サイヤ人 ドラゴンクエスト ダイの大冒険 ぶちやぶれ!!新生6大将軍 ろくでなしBLUES                                  | 東映 | 15.0億円 |          |
| 6    | 遠き落日 | 松竹 | 15.0億円 |          |
| 8    | ゴジラvsキングギドラ | 東宝 | 14.5億円 |          |
| 9    | 男はつらいよ 寅次郎の告白 釣りバカ日誌4 | 松竹 | 14.2億円 | [ 注 4 ] |
| 10   | 橋のない川 | 東宝 | 10.7億円 | [ 注 5 ] |

出典:1992年配給収入10億円以上番組 - 日本映画製作者連盟
| 順位 | 題名                  | 製作国                      | 配給                    | 配給収入 | 備考                                      |
| ---- | --------------------- | --------------------------- | ----------------------- | -------- | ----------------------------------------- |
| 1    | フック                | アメリカ合衆国の旗          | ソニー・ピクチャーズ    | 23.3億円 |                                           |
| 2    | エイリアン3           | アメリカ合衆国の旗          | 20世紀フォックス        | 19.5億円 |                                           |
| 3    | 氷の微笑              | アメリカ合衆国の旗          | 日本ヘラルド            | 19.0億円 |                                           |
| 4    | JFK                   | アメリカ合衆国の旗          | ワーナー・ブラザース    | 17.0億円 | [ 注 6 ]                                  |
| 5    | 美女と野獣            | アメリカ合衆国の旗          | ワーナー・ブラザース    | 16.0億円 |                                           |
| 6    | パトリオット・ゲーム  | アメリカ合衆国の旗          | パラマウント映画/UIP    | 12.0億円 |                                           |
| 7    | ホット・ショット      | アメリカ合衆国の旗          | 20世紀フォックス        | 10.2億円 |                                           |
| 8    | 愛人/ラマン           | イギリスの旗 · フランスの旗 | 日本ヘラルド            | 10.0億円 | 注6日本映画連盟の発表には含まれていない。 |
| 8    | リーサル・ウェポン3   | アメリカ合衆国              | ワーナー・ブラザース    | 10.0億円 | 注6日本映画連盟の発表には含まれていない。 |
| 10   | マイ・ガール          | アメリカ合衆国の旗          | コロンビア ピクチャーズ | 08.0億円 |                                           |
| 11   | バットマン リターンズ | アメリカ合衆国の旗          | ワーナー・ブラザース    | 07.0億円 |                                           |

1. 8(1) - #11の出典:『キネマ旬報ベスト・テン85回全史 1924-2011』キネマ旬報社〈キネマ旬報ムック〉、2012年5月、514頁。ISBN 978-4873767550。
2. 8(2)の出典:『キネマ旬報』1993年2月下旬号総決算

上記以外の出典:1992年配給収入10億円以上番組 - 日本映画製作者連盟

### 全世界興行収入ランキング
| 順位 | 題名                   | スタジオ                     | 興行収入     |
| ---- | ---------------------- | ---------------------------- | ------------ |
| 1    | アラジン               | ブエナ・ビスタ・ピクチャーズ | $504,050,219 |
| 2    | ボディガード           | ワーナー・ブラザース         | $411,006,740 |
| 3    | ホーム・アローン2      | 20世紀フォックス             | $358,994,850 |
| 4    | 氷の微笑               | トライスター ピクチャーズ    | $352,927,224 |
| 5    | リーサル・ウェポン3    | ワーナー・ブラザース         | $321,731,527 |
| 6    | バットマン リターンズ  | ワーナー・ブラザース         | $266,822,354 |
| 7    | ア・フュー・グッドメン | コロンビア ピクチャーズ      | $243,240,178 |
| 8    | 天使にラブ・ソングを…  | ブエナ・ビスタ・ピクチャーズ | $231,605,150 |
| 9    | ドラキュラ             | コロンビア映画               | $215,862,692 |
| 10   | ウェインズ・ワールド   | パラマウント映画             | $183,097,323 |

出典:“1992 Worldwide Box Office Results”.  Box Office Mojo. 2015年12月15日閲覧。

### 北米興行収入ランキング
| 順位 | 題名                   | スタジオ             | 興行収入     |
| ---- | ---------------------- | -------------------- | ------------ |
| 1.   | アラジン               | ディズニー           | $217,350,219 |
| 2.   | ホーム・アローン2      | 20世紀FOX            | $173,585,516 |
| 3.   | バットマン リターンズ  | ワーナー・ブラザース | $162,831,698 |
| 4.   | リーサル・ウェポン3    | ワーナー・ブラザース | $144,731,527 |
| 5.   | ア・フュー・グッドメン | コロムビア           | $141,340,178 |
| 6.   | 天使にラブ・ソングを…  | タッチストーン       | $139,605,150 |
| 7.   | ボディガード           | ワーナー・ブラザース | $121,945,720 |
| 8.   | ウェインズ・ワールド   | パラマウント         | $121,697,323 |
| 9.   | 氷の微笑               | トライスター         | $117,727,224 |
| 10.  | プリティ・リーグ       | コロムビア           | $107,533,928 |

出典: “1992 Domestic Yearly Box Office Results”.  Box Office Mojo. 2015年12月24日閲覧。

### フランス観客動員数ランキング
1. 氷の微笑
2. リーサル・ウェポン3
3. 美女と野獣
4. ボディガード
5. フック
6. インドシナ
7. 愛人/ラマン
8. 1492 コロンブス
9. 野性の夜に
10. JFK

出典:“FRANCE 1992 - BOX OFFICE STORY”.   boxofficestory. 2016年1月23日閲覧。

## 日本公開映画
1992年の日本公開映画を参照。

## 受賞
- 第65回アカデミー賞
  - 作品賞 - 『許されざる者』
  - 監督賞 - クリント・イーストウッド（『許されざる者』）
  - 主演男優賞 - アル・パチーノ（『セント・オブ・ウーマン/夢の香り』）
  - 主演女優賞 - エマ・トンプソン（『ハワーズ・エンド』）
- 第50回ゴールデングローブ賞
  - 作品賞 (ドラマ部門) - 『セント・オブ・ウーマン/夢の香り』
  - 主演女優賞 (ドラマ部門) - エマ・トンプソン（『ハワーズ・エンド）
  - 主演男優賞 (ドラマ部門) - アル・パチーノ（『セント・オブ・ウーマン/夢の香り』
  - 作品賞 (ミュージカル・コメディ部門) - 『ザ・プレイヤー』
  - 主演女優賞 (ミュージカル・コメディ部門) - ミランダ・リチャードソン（『魅せられて4月』）
  - 主演男優賞 (ミュージカル・コメディ部門) - ティム・ロビンス（『ザ・プレイヤー』）
  - 監督賞 - クリント・イーストウッド（『許されざる者』）
- 第58回ニューヨーク映画批評家協会賞 - 『ザ・プレイヤー』
- 第45回カンヌ国際映画祭
  - パルム・ドール - 『愛の風景』（ビレ・アウグスト）
  - 監督賞 - ロバート・アルトマン（『ザ・プレイヤー』）
  - 男優賞 - ティム・ロビンス（『ザ・プレイヤー』）
  - 女優賞 - ペルニラ・アウグスト（『愛の風景』）
- 第49回ヴェネツィア国際映画祭
  - 金獅子賞 - 『秋菊の物語』（張芸謀)
  - 男優賞 - ジャック・レモン（『摩天楼を夢みて』）
  - 女優賞 - コン・リー（『秋菊の物語』）
- 第42回ベルリン国際映画祭
  - 金熊賞 - 『わが街』（ローレンス・カスダン）
  - 男優賞 - アーミン・ミューラー＝スタール（『マイセン幻影』）
  - 女優賞 - マギー・チャン（『ロアン・リンユィ 阮玲玉』）
- 第16回日本アカデミー賞
  - 最優秀作品賞 - 『シコふんじゃった。』（周防正行）
  - 最優秀主演男優賞 - 本木雅弘（『シコふんじゃった。』）
  - 最優秀主演女優賞 - 三田佳子（『遠き落日』）
- 第35回ブルーリボン賞
  - 作品賞 - 『シコふんじゃった。』
  - 主演男優賞 - 本木雅弘（『シコふんじゃった。』）
  - 主演女優賞 - 三田佳子（『遠き落日』）
  - 監督賞 - 周防正行（『シコふんじゃった。』）
- 第66回キネマ旬報ベスト・テン
  - 外国映画第1位 - 『美しき諍い女』
  - 日本映画第1位 -  『シコふんじゃった。』
- 第47回毎日映画コンクール
  - 日本映画大賞 -『シコふんじゃった。』

## 誕生
- 2月11日 - 岸井ゆきの、日本の女優
- 2月14日 - フレディ・ハイモア、イギリスの俳優
- 3月11日 - 東山奈央、日本の声優
- 3月27日 - 悠木碧、日本の声優
- 6月27日 - 本田翼、日本の女優
- 7月12日 - 石橋杏奈、日本の女優
- 8月7日 - 土屋シオン、日本の俳優
- 8月8日 - 逢田梨香子、日本の声優
- 8月10日 - 門脇麦、日本の女優
- 8月18日 - 成海璃子、日本の女優
- 8月27日 - 剛力彩芽、日本の女優
- 9月3日 - 染谷将太、日本の俳優
- 9月19日 - 永井杏、日本の女優
- 10月10日 - 山下リオ、日本の女優
- 10月13日 - 高山侑子、日本の女優
- 10月16日 - 足立梨花、日本の女優
- 10月17日 - 桜庭ななみ、日本の女優
- 10月27日 - 上遠野太洸、日本の俳優
- 11月26日 - 北浦愛、日本の女優
- 12月8日 - 春山幹介、日本の俳優

## 死去
| 日付 | 日付 | 名前                     | 国籍               | 年齢 | 職業           |
| 1月  | 3日  | ジュディス・アンダーソン | オーストラリアの旗 | 94   | 女優           |
| 1月  | 9日  | クロード・コーツ         | アメリカ合衆国の旗 | 78   | 美術監督       |
| 1月  | 23日 | フレディ・バーソロミュー | アイルランドの旗   | 67   | 俳優           |
| 1月  | 26日 | ホセ・フェラー           | プエルトリコの旗   | 83   | 俳優           |
| 2月  | 10日 | 岡田嘉子                 | 日本の旗           | 89   | 女優           |
| 3月  | 2日  | サンディ・デニス         | アメリカ合衆国の旗 | 54   | 女優           |
| 3月  | 10日 | ジョルジュ・ドルリュー   | フランスの旗       | 66   | 作曲家         |
| 3月  | 11日 | リチャード・ブルックス   | アメリカ合衆国の旗 | 79   | 映画監督       |
| 3月  | 21日 | ジョン・アイアランド     | カナダの旗         | 78   | 俳優           |
| 3月  | 29日 | ポール・ヘンリード       | アメリカ合衆国の旗 | 87   | 俳優           |
| 4月  | 2日  | 若山富三郎               | 日本の旗           | 62   | 俳優           |
| 4月  | 3日  | カール・タンバーグ       | アメリカ合衆国の旗 | 85   | 脚本家         |
| 4月  | 16日 | ネヴィル・ブランド       | アメリカ合衆国の旗 | 71   | 俳優           |
| 4月  | 23日 | サタジット・レイ         | インドの旗         | 70   | 映画監督       |
| 4月  | 28日 | 近藤宏                   | 日本の旗           | 66   | 俳優           |
| 5月  | 6日  | マレーネ・ディートリヒ   | ドイツの旗         | 90   | 女優・歌手     |
| 6月  | 10日 | ハンス・ライザー         | ドイツの旗         | 73   | 俳優           |
| 6月  | 13日 | ロバート・モーレイ       | イギリスの旗       | 84   | 俳優           |
| 6月  | 27日 | アラン・ジョーンズ       | アメリカ合衆国の旗 | 84   | 歌手・俳優     |
| 7月  | 18日 | ルドルフ・アイジング     | アメリカ合衆国の旗 | 88   | アニメーター   |
| 7月  | 24日 | アルレッティ             | フランスの旗       | 94   | 女優           |
| 8月  | 7日  | 金内吉男                 | 日本の旗           | 59   | 声優           |
| 8月  | 18日 | ジョン・スタージェス     | アメリカ合衆国の旗 | 81   | 映画監督       |
| 8月  | 19日 | 瑳峨三智子               | 日本の旗           | 57   | 女優           |
| 8月  | 30日 | 五社英雄                 | 日本の旗           | 63   | 映画監督       |
| 9月  | 12日 | アンソニー・パーキンス   | アメリカ合衆国の旗 | 60   | 俳優           |
| 10月 | 6日  | デンホルム・エリオット   | イギリスの旗       | 70   | 俳優           |
| 10月 | 13日 | 太地喜和子               | 日本の旗           | 48   | 女優           |
| 10月 | 16日 | シャーリー・ブース       | アメリカ合衆国の旗 | 94   | 女優           |
| 11月 | 19日 | 関沢新一                 | 日本の旗           | 72   | 脚本家・作詞家 |
| 11月 | 19日 | ダイアン・ヴァーシ       | アメリカ合衆国の旗 | 54   | 女優           |
| 11月 | 22日 | スターリング・ホロウェイ | アメリカ合衆国の旗 | 87   | 俳優・声優     |
| 12月 | 17日 | ダナ・アンドリュース     | アメリカ合衆国の旗 | 83   | 俳優           |
| 12月 | 21日 | 樋口幸男                 | 日本の旗           | 61   | 美術監督       |
| 12月 | 21日 | ステラ・アドラー         | アメリカ合衆国の旗 | 91   | 女優           |